# Apasmara

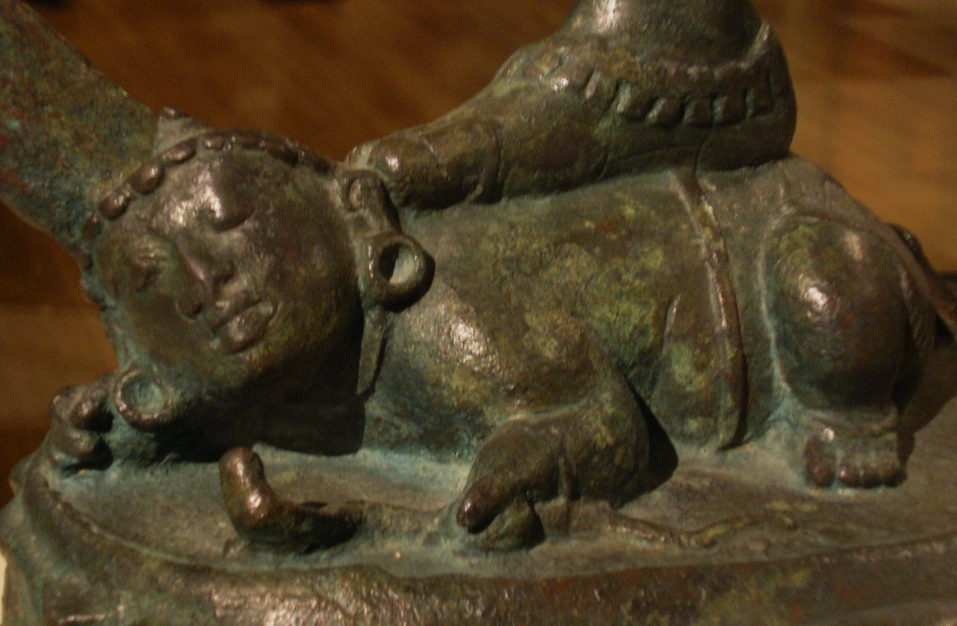
Apasmara.

Apasmara (sanskrit apasmāra, "okunnighet", ursprungligen "Epilepsi") är en demonisk ande i indisk mytologi; personifieras som en dvärg som dansar runt Shivaavataren Natraj.